# 寬螯淺寄居蟹
寬螯淺寄居蟹（学名：Paragiopagurus diogenes）为擬寄居蟹科淺寄居蟹屬下的一个种。